# 八莫镇区
八莫镇区為緬甸克欽邦八莫縣下辖的一个鎮區。2014年人口135,877人，區域面積2,156.3平方公里。該鎮区下辖169個村莊。八莫為該鎮区首府。